# Leucospermum

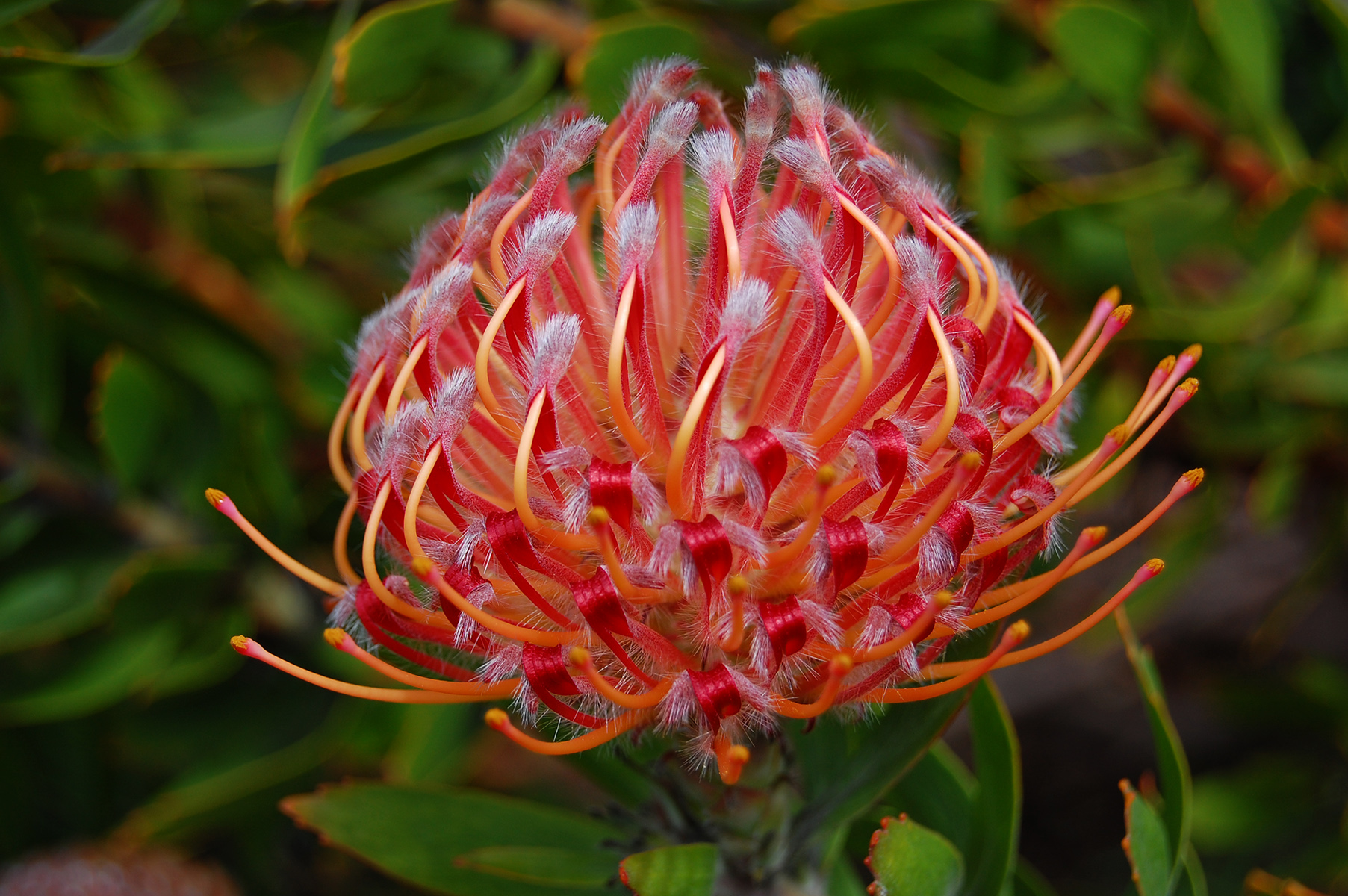
Leucospermum cultivat

Leucospermum este un gen format din aproximativ 50 de specii de plante cu flori în familia Proteaceae, nativă în Zimbabwe și Africa de Sud, unde ocupă o mare varietate de habitate, incluzând regiuni cu tufișuri, păduri și culmi montane.
Membrii acestui gen sunt în general arbuști veșnic verzi (rar copaci scunzi) cu înălțimi între 0,5 și 5 m. Funzele sunt aranjate în spirală, tari și pieloase, simple, lineare sau lanceloate, având între 2 și 12 cm lungime și între 0,5 și 3 cm lățime, fie cu margini zimțate sau cu apex-ul frunzei zimțat. Florile sunt produse în inflorescențe dense, având o asemănare superficială cu cele de trifoi.
Acest gen este înrudit de aproape cu genul australian Banksia.